# Macrostomorpha
Macrostomorpha – klad mikroskopijnych płazińców klasyfikowany przeważnie jako gromada w podtypie Rhabditophora, w którym stanowią najbardziej bazalne odgałęzienie. Opisanych około 250 gatunków, występujących w wodach słodkich, słonych i brakicznych. Wyróżnia się dwa rzędy:
- Macrostomida Karling, 1940, grupujący większość opisanych gatunków
- Haplopharyngida Karling, 1974, do którego zalicza się jedynie trzy morskie gatunki z rodzaju Haplopharynx[4].

W rozwoju zarodkowym występuje endolecytalne jajo i bruzdkowanie spiralne, cechy uważane za pierwotne w obrębie płazińców.